# Radiació de transició
La radiació de transició (amb acrònim anglès TR) és una forma de radiació electromagnètica emesa quan una partícula carregada passa per medis no homogenis, com ara un límit entre dos medis diferents. Això contrasta amb la radiació Cherenkov, que es produeix quan una partícula carregada passa per un medi dielèctric homogeni a una velocitat superior a la velocitat de fase de les ones electromagnètiques en aquest medi.
La radiació de transició va ser demostrada teòricament per Ginzburg i Frank el 1945. Van mostrar l'existència de radiació de transició quan una partícula carregada passava perpendicularment per un límit entre dos medis homogenis diferents. La freqüència de radiació emesa en la direcció cap enrere en relació amb la partícula estava principalment en el rang de la llum visible. La intensitat de la radiació era logarítmicament proporcional al factor de Lorentz de la partícula. Després de la primera observació de la radiació de transició a la regió òptica, molts estudis primerencs van indicar que l'aplicació de la radiació de transició òptica per a la detecció i identificació de partícules individuals semblava estar molt limitada a causa de la baixa intensitat inherent de la radiació.
L'interès per la radiació de transició es va renovar quan Garibian va demostrar que la radiació també hauria d'aparèixer a la regió de raigs X per a les partícules ultrarelativistes. La seva teoria va predir algunes característiques notables per a la radiació de transició a la regió de raigs X. El 1959 Garibian va demostrar teòricament que les pèrdues d'energia d'una partícula ultrarelativista, en emetre TR mentre passava el límit entre el medi i el buit, eren directament proporcionals al factor de Lorentz de la partícula. El descobriment teòric de la radiació de transició de raigs X, que era directament proporcional al factor de Lorentz, va fer possible un ús posterior del TR en la física d'altes energies.